# Pied-livre
Ne doit pas être confondu avec Livre-pied.
Le pied-livre-force, pied-livre, parfois aussi appelé livre-pied quoique prêtant à confusion (foot-pound force ou foot-pound en anglais, symbole : ft lbf ou ft lb) est une unité de mesure anglo-saxonne de travail ou d'énergie. Elle correspond au travail développé par une force d'une livre-force dont le point d'application se déplace d'un pied dans la direction de la force.
L'unité correspondante du Système international d'unités est le joule (J), qui est homogène au newton mètre (N m), l'unité SI de moment.

## Conversions
1 pied-livre est équivalent à :
- 1,355 817 948 331 400 4 joule (J) (exactement)
- 1,355 817 948 331 400 4 newton mètre (N m) (exactement)
- 13 558 179,483 314 004 ergs (erg) (exactement)
- ~0,001 285 067 British thermal unit
- ~0,323 832 calorie

## Sources
- (en) Cet article est partiellement ou en totalité issu de l’article de Wikipédia en anglais intitulé « foot-pound force » (voir la liste des auteurs).